# The King of Metal
The King of Metal är hårdrockssångarens Blaze Bayleys sjätte studioalbum. Det är det första albumet som Bayley släpper utan ett fast band. 

## Låtlista
1. "Watching the Night Sky" - 3:36
2. "Madness and Sorrow" - 3:09
3. "1633" - 6:03
4. "God of Speed" - 5:48
5. "City of Bones" - 6:26
6. "Faceless" - 3:46
7. "Time to Dare" - 5:41
8. "Surrounded by Sadness" - 3:59
9. "The Trace of Things That Have No Words" - 5:48
10. "Letting Go of the World" - 6:24
11. "Comfortable in Darkness" - 4:29

## Medlemmar
- Blaze Bayley - sång
- Lawrence Paterson - Trummor
- David Bermudez - Bas
- Jay Walsh - Gitarr
- Nick Bermudez - Gitarr